# Licencia MIT
La licencia MIT es una licencia de software que se origina en el Instituto Tecnológico de Massachusetts (MIT, Massachusetts Institute of Technology). También podría llamarse licencia X11, ya que es el software de muestra de la información de manera gráfica X Window System originario del MIT en los años 1980. Pero ya sea como MIT o X11, su texto es idéntico.
Esta licencia es una Licencia de software libre permisiva lo que significa que impone muy pocas limitaciones en la reutilización y por tanto posee una excelente Compatibilidad de licencia. La licencia MIT permite reutilizar software dentro de Software propietario. Por otro lado, la licencia MIT es compatible con muchas licencias copyleft, como la GNU General Public License (el software con licencia MIT puede integrarse en software con licencia GPL, pero no al contrario). 
El texto de la licencia no tiene copyright, lo que permite su modificación. No obstante esto, puede no ser recomendable e incluso muchas veces dentro del movimiento del software de código abierto desaconsejan el uso de este texto para una licencia, a no ser que se indique que es una modificación, y no la versión original.
La licencia MIT es muy parecida a la licencia BSD en cuanto a efectos.
Por otro lado, la licencia MIT siempre ha sido una licencia importante y se utiliza muy a menudo en el Software libre. En 2015, de acuerdo con Black Duck Software y datos de GitHub, se convirtió en la licencia más popular por encima de las variantes de la licencia GPL.

## La licencia
La licencia original (en inglés), con su traducción no oficial, es la siguiente:

Copyright <YEAR> <COPYRIGHT HOLDER>

Permission is hereby granted, free of charge, to any person obtaining a copy of this software and associated documentation files (the "Software"), to deal in the Software without restriction, including without limitation the rights to use, copy, modify, merge, publish, distribute, sublicense, and/or sell copies of the Software, and to permit persons to whom the Software is furnished to do so, subject to the following conditions:
The above copyright notice and this permission notice shall be included in all copies or substantial portions of the Software.

THE SOFTWARE IS PROVIDED "AS IS", WITHOUT WARRANTY OF ANY KIND, EXPRESS OR IMPLIED, INCLUDING BUT NOT LIMITED TO THE WARRANTIES OF MERCHANTABILITY, FITNESS FOR A PARTICULAR PURPOSE AND NONINFRINGEMENT. IN NO EVENT SHALL THE AUTHORS OR COPYRIGHT HOLDERS BE LIABLE FOR ANY CLAIM, DAMAGES OR OTHER LIABILITY, WHETHER IN AN ACTION OF CONTRACT, TORT OR OTHERWISE, ARISING FROM, OUT OF OR IN CONNECTION WITH THE SOFTWARE OR THE USE OR OTHER DEALINGS IN THE SOFTWARE.
Copyright <AÑO> <TITULAR DEL COPYRIGHT>

Por la presente se concede permiso, libre de cargos, a cualquier persona que obtenga una copia de este software y de los archivos de documentación asociados (el "Software"), a utilizar el Software sin restricción, incluyendo sin limitación los derechos a usar, copiar, modificar, fusionar, publicar, distribuir, sublicenciar, y/o vender copias del Software, y a permitir a las personas a las que se les proporcione el Software a hacer lo mismo, sujeto a las siguientes condiciones:
El aviso de copyright anterior y este aviso de permiso se incluirán en todas las copias o partes sustanciales del Software.

EL SOFTWARE SE PROPORCIONA "COMO ESTÁ", SIN GARANTÍA DE NINGÚN TIPO, EXPRESA O IMPLÍCITA, INCLUYENDO PERO NO LIMITADO A GARANTÍAS DE COMERCIALIZACIÓN, IDONEIDAD PARA UN PROPÓSITO PARTICULAR E INCUMPLIMIENTO. EN NINGÚN CASO LOS AUTORES O PROPIETARIOS DE LOS DERECHOS DE AUTOR SERÁN RESPONSABLES DE NINGUNA RECLAMACIÓN, DAÑOS U OTRAS RESPONSABILIDADES, YA SEA EN UNA ACCIÓN DE CONTRATO, AGRAVIO O CUALQUIER OTRO MOTIVO, DERIVADAS DE, FUERA DE O EN CONEXIÓN CON EL SOFTWARE O SU USO U OTRO TIPO DE ACCIONES EN EL SOFTWARE.

El texto diferencia tres puntos:
1. Condiciones, la condición es que la nota de copyright y la parte de los derechos se incluya en todas las copias o partes sustanciales del Software. Esta es la condición que invalidaría la licencia en caso de no cumplirse.
2. Derechos, los derechos son muchos: sin restricciones; incluyendo usar, copiar, modificar, integrar con otro Software, publicar, sublicenciar o vender copias del Software, y además permitir a las personas a las que se les entregue el Software hacer lo mismo.
3. Limitación de responsabilidad, finalmente se tiene un disclaimer o nota de limitación de la responsabilidad habitual en este tipo de licencias.

## Varias versiones
Debido a que MIT ha utilizado muchas licencias de software, la Free Software Foundation la considera una licencia ambigua. La licencia MIT puede referirse a la licencia Expat (utilizada por Expat) o a la licencia X11 (también llamada MIT/Consortium license) utilizada por X Windows System. La licencia MIT publicada por la Open Source Initiative es la misma que la licencia Expat.

A diferencia de la licencia Expat, las licencias X11 y MIT elegidas para Curses por la Free Software Foundation incluyen la siguiente cláusula:
Excepto lo contenido en este aviso, el nombre de los titulares con derecho de autor, no podrá ser utilizado para promover la venta, uso u otras cuestiones relacionadas con el software sin previa autorización por escrito.

## Comparación con otras licencias
La licencia MIT pone muy pocas restricciones en la reutilización de software, aunque no llega a ser sin restricciones como Dominio público.
La licencia BSD incluye una cláusula que exige que toda la publicidad del software sea notificada a sus autores. Esta cláusula de publicidad está presente en la licencia MIT usada por XFree86.
Los derechos otorgados al Usuario final en la licencia MIT, incluyen: el derecho a usar, copiar, modificar, fusionar, publicar, distribuir, cambiar la licencia y/o vender el software. La licencia MIT reconoce específicamente el derecho a cambiar la licencia en el texto de la propia licencia (un derecho que no se menciona en la Licencia BSD, que sólo conoce el derecho a redistribuir y reutilizar). El derecho para cambiar la licencia significa que en la parte del software que está bajo la licencia MIT se tiene el derecho a otorgar nuevas licencias antes de distribuir el software con licencia MIT.
Al igual que la Licencia BSD, la licencia MIT no incluye una licencia de patente expresa. Ambas licencias se redactaron antes de que se pudiera registrar legalmente una patente en los EE. UU. No obstante, la Apache License versión 2.0 o superior es también permisiva e incluye la licencia de patente.
La licencia BSD simplificada, conocida por ser utilizada por FreeBSD es prácticamente idéntica a la licencia MIT, ya que no contiene cláusula de uso publicitario ni prohibición de uso promocional del nombre del poseedor de los derechos de copyright.
La Licencia ISC es muy parecida también a la licencia MIT, pero con un lenguaje más sencillo.

## Características y usos de esta licencia
Esta licencia permite reutilizar el software así licenciado tanto para ser software libre como para ser software no libre, permitiendo no liberar los cambios realizados al programa original.
También permite licenciar dichos cambios con licencia BSD, GPL, u otra cualquiera que sea compatible (es decir, que cumpla las cláusulas de distribución).
Con esta licencia se tiene software libre. Ejemplos en los que podría interesar su aplicación serían las licencias duales, si se pretende difundir un estándar mediante una implementación de referencia, o si simplemente se pretende que el producto sea libre sin mayores consideraciones.

## Recepción e impacto
En 2015, según Black Duck Software y GitHub, la licencia MIT fue la licencia de software libre más popular, estando la GPLv2 en segundo lugar.
Numerosas herramientas software utilizan una de las versiones de la licencia MIT, como por ejemplo: Expat, Ruby on Rails, Node.js o jQuery.

## Proyectos que la utilizan
Ejemplos de proyectos de software que emplean esta licencia:
- X11
- X.org[16]
- Expat
- Bitcoin[17]
- PuTTY[18]
- Mono[19]
- Symfony[20][21]
- Ruby on Rails
- CakePHP[22]
- CodeIgniter[23]
- Torque[24]
- ZendPHP[25]
- StepMania[26]
- Transmission[27]
- JQuery
- Mootools[28]
- Haiku (sistema operativo)[29]
- Kivy[30]
- Laravel[31]
- Godot Engine
- React[32]
- Vue.js[33]
- Frappe Framework[34]